# 甲狀腺切除術
甲状腺切除术是一种常見的外科手術，醫生會將患者部分或整個甲状腺切除。当患者患有甲状腺癌或其他甲状腺疾病（例如甲状腺功能亢进症）或甲状腺肿时，医生通常会建議患者接受甲状腺切除术。甲状腺切除术做完後可能會有多种潜在的并发症或后遗症，包括暂时或永久性的声音改变、暂时或永久性的低钙血症、需要终身服用甲状腺激素藥物、出血、感染。
因為甲状腺會产生多种激素，例如左旋甲狀腺素鈉、三碘甲狀腺原氨酸和降鈣素，所以甲状腺切除后，患者要服用含有左旋甲狀腺素鈉的藥物以预防甲狀腺機能低下症。
病人做完甲狀腺切除術後頭頸会留下永久性疤痕。不過有一些微創手術和无疤痕手術開始流行起來。在美国，每年要进行超过100,000例甲狀腺切除術。 